# Burg Schöneck (Flensburg)

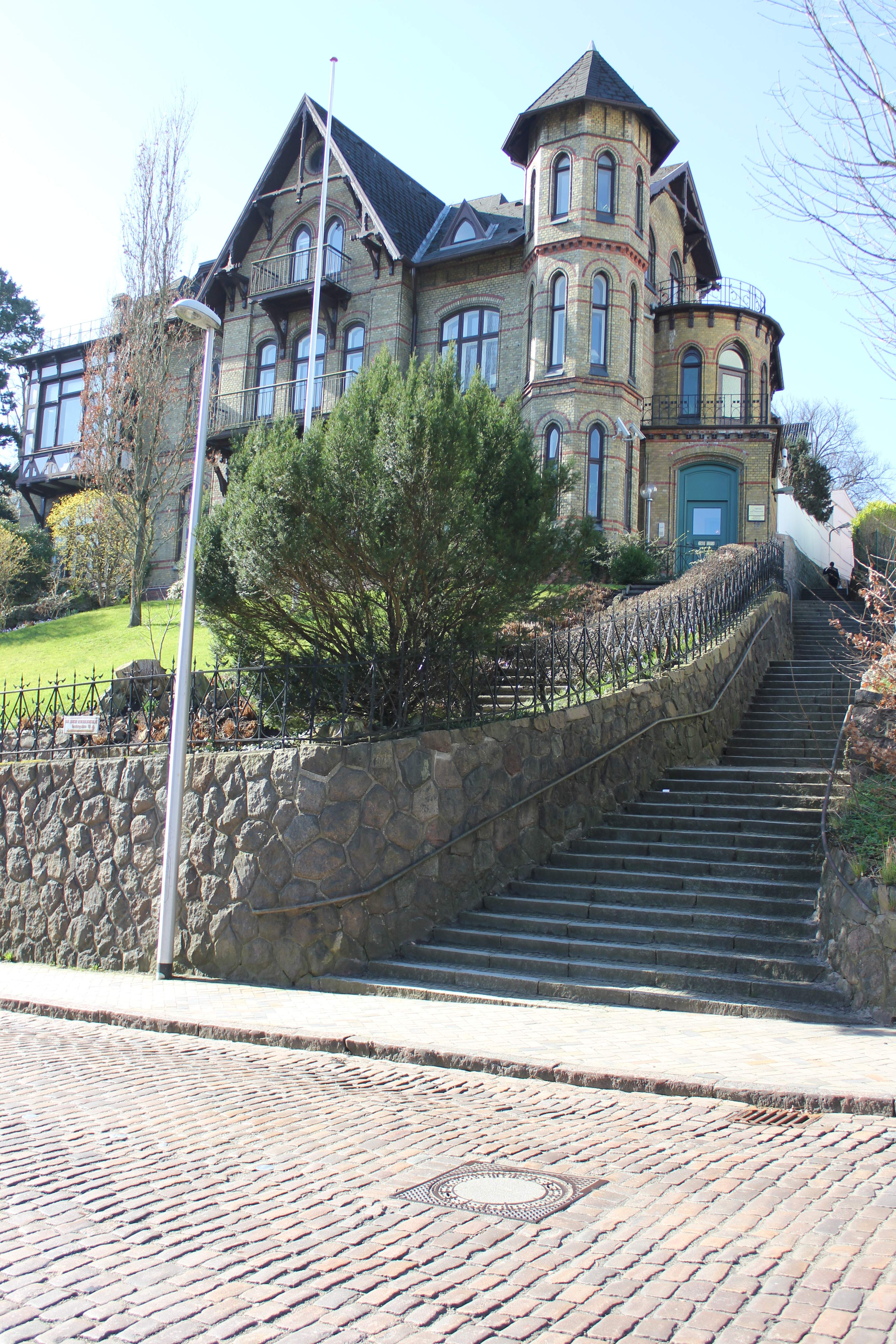
Burg Schöneck (2014)

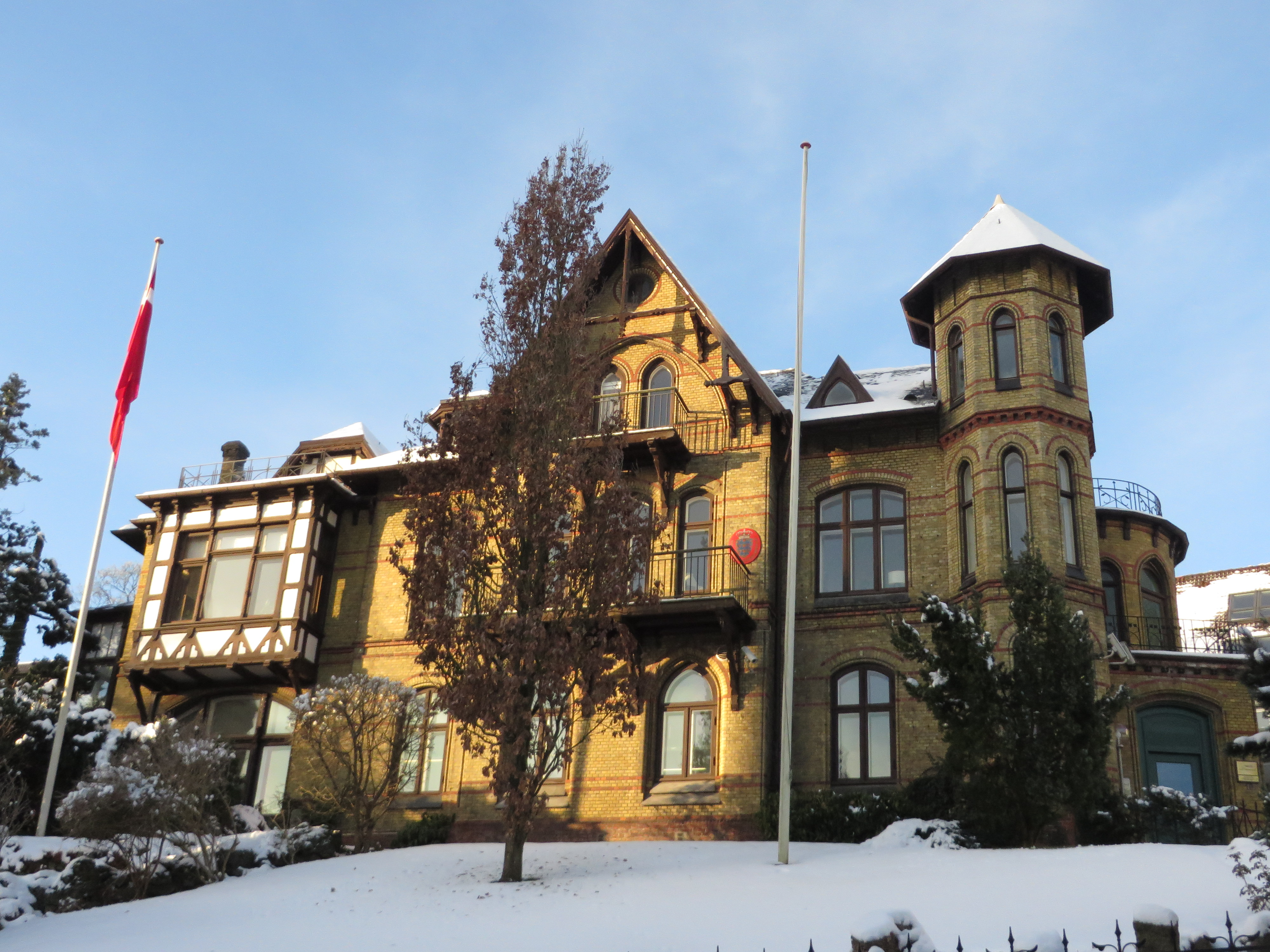
Burg Schöneck im Winter (2014)

Die Burg Schöneck in Flensburg ist eine Villenburg, eine Villa in Burgform aus dem 19. Jahrhundert. Das Kulturdenkmal dient heute als Sitz des Dänischen Generalkonsulates.

## Geschichte
Die Villenburg wurde 1883/84 vom Architekten Alexander Wilhelm Prale für den Flensburger Getreidekaufmann Matthias Hübsch (* 1865; † 1932) als Gelbsteinbau, mit roten, dekorativen Backsteinlinien errichtet. Der Architekt Prale galt als ein führender Kirchenbauarchitekt und Planer großbürgerliche Villen. Mit der Übernahme adliger Architektur demonstrierte im 19. Jahrhundert das Großbürgertum seinen Reichtum sowie den Anspruch auf politischen Einfluss. Die Burg Schöneck wurde zur Unterstützung ihres Ausdrucks in pittoresker Hanglage oberhalb der Straße Nordergraben erbaut. Sie erhielt zunächst die Adresse Graben 5. Heute besitzt sie die Adresse Nordergraben 19. Auf der Nordseite des Gebäudes befand sich ein polygonaler Turm mit einem Spitzdach, der bis heute erhalten blieb, jedoch heute ein Zeltdach trägt. An der Vorderfront waren zwei Balkone angebracht worden, von denen damals die Flensburger Förde zu sehen war. Umliegend war zudem ein Garten angelegt worden. 1895 wurde das Gebäudeinnere von Prale noch einmal umgestaltet. Um 1900 begannen viele großbürgerliche Kaufleute, die zuvor in der Flensburger Innenstadt wohnten, Häuser auf der Westlichen Höhe zu bauen oder zu erwerben. Die Stadt wuchs weiter das Westufer hinauf. Die Umgebung der Burg Schöneck veränderte sich langsam. 1899/1900 wurde in direkter Nachbarschaft der Burg, die partiell in der Sichtachse zur Förde gelegene, Katholische Kirche errichtet.

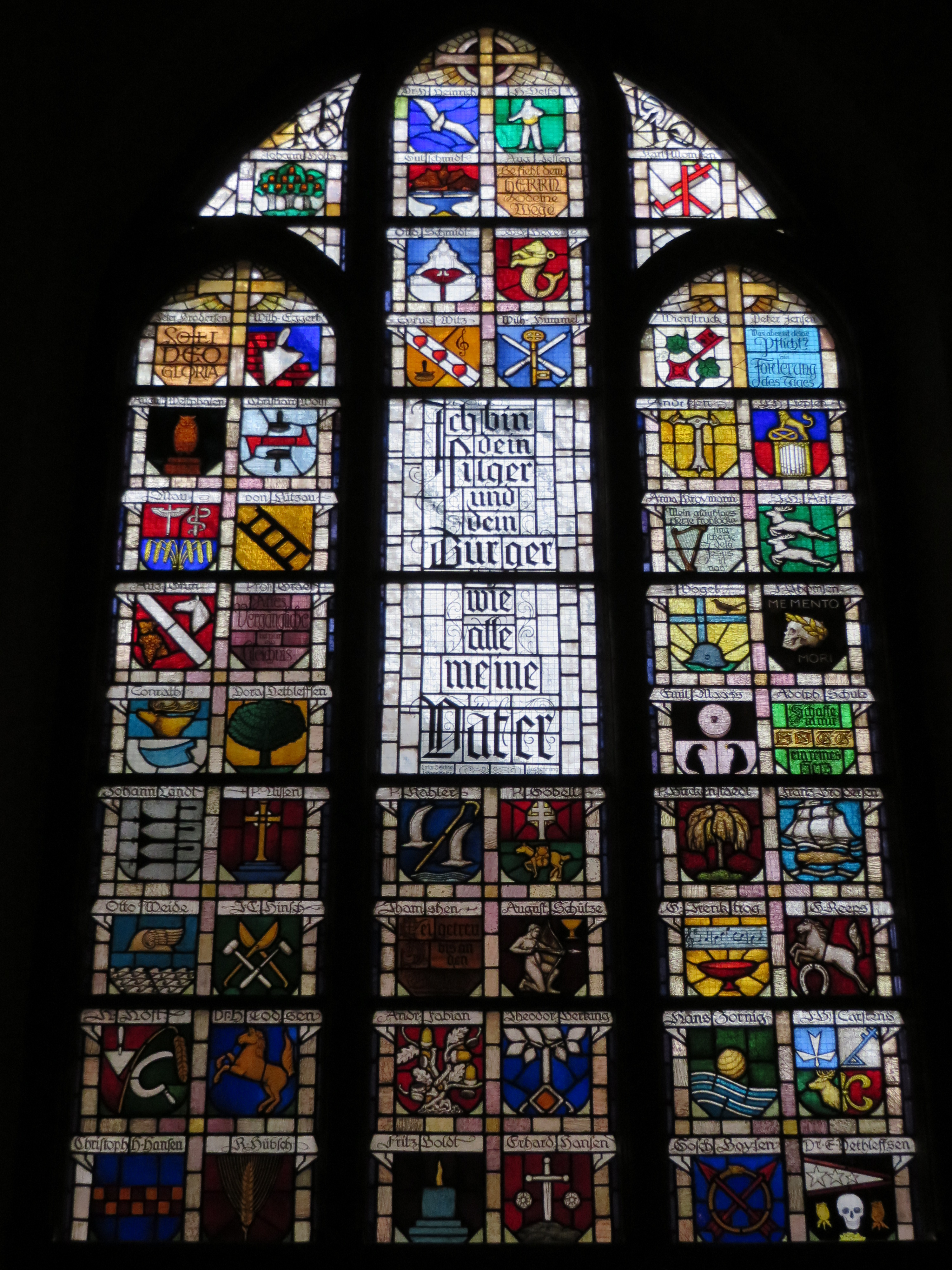
Wappenfenster in der St. Nikolaikirche; das Hübsch-Wappen ist das zweite von links in der untersten Reihe.

1905/06 wurde die Burg Schöneck durch Prahle mit einem Anbau nach Süden erweitert, der den Musiksaal beherbergt. Auf der Nordseite der Burg Schöneck wurde für das Personal ein zweigeschossiger Vorbau, bestehend aus einem Windfang sowie einem Treppentürmchen, hinzugefügt. 1906 wurde auch die aufwendige Verglasung von Gottfried Heinersdorff im nördlich gelegenen Treppenhaus eingefügt. Der Getreidekaufmann Matthias Hübsch erwarb mit seinem Getreidehandel ein großes Vermögen. Er vergab beträchtliche Stiftungen. 1913 bekam er den Titel „preußisch königlicher Kommerzienrat“ verliehen. Der Getreidekaufmann und Preußische Kommerzienrat Matthias Hübsch starb 1932. Matthias Hübsch und seine Familie engagierten sich über Jahrzehnte in der Gemeinde St. Nikolai. Matthias Hübsch sowie weitere Familienmitglieder übernahmen Vertreterposten im Kirchenvorstand der Gemeinde. Sein Neffe, der Getreidekaufmann Richard Christian Hübsch (* 1882; † 1937), wurde mit dem Familienwappen im Wappenfenster in der Nikolaikirche, das zwischen 1940 und 1952 entstand, verewigt. Das Wappen zeigt eine orangefarbene Getreideähre auf dunkelrotem Grund.
Nach der Volksabstimmung in Schleswig wurde Flensburg nicht dänisch. Doch mit dem neuen Grenzverlauf brach der Getreidehandel zusammen. Der dänische Staat erwarb noch vor dem Tod des Erbauers Matthias Hübsch die Burg Schöneck, um in ihr eine dänische Vertretung in Flensburg einzurichten. Für diesen Zweck wurde die Burg Schöneck durch den Architekten Andreas Maria Dall umgebaut, der bald darauf auch die Baupläne für die Duborg Skolen verwirklichte. Die repräsentative Villa dient seitdem als Dänisches Generalkonsulat. 1990–1991 erfolgen abermals Umbaumaßnahmen. Als im Zuge der Flüchtlingskrise in Deutschland ab 2015 Dänemark die Grenzen schloss, verübten Linksradikale einen Anschlag auf das Konsulat. Die Angreifer zertrümmerten einige der Fensterscheiben in Bodennähe. Die höhergelegenen, wertvollen Glasfenster blieben unbeschädigt. Das benachbarte Gebäude Nordergraben 15 liegt offenbar in der umliegenden, erhaltenen Gartenanlage und zeigt sich optisch als ein Nebengebäude des Gebäudekomplexes.

## Konsulare
Im September 2017 stellt das dänische Außenministerium (Udenrigsministeriet) Kim Andersen, Mitglied des Folketings (Venstre) und Vorsitzender des „Südschleswig-Ausschusses“ (Sydslesvig-udvalget), als neuen Generalkonsul ein. Andersen löst Henrik Becker-Christensen, der den Posten 1998 antrat, nach fast 20 Jahren Dienstzeit ab.